# Japalaci
Japalaci är en ort i Bosnien och Hercegovina.   Den ligger i entiteten Federationen Bosnien och Hercegovina, i den centrala delen av landet, 22 km väster om huvudstaden Sarajevo. Japalaci ligger 664 meter över havet och antalet invånare är 352.
Terrängen runt Japalaci är kuperad åt nordväst, men åt sydost är den bergig. Japalaci ligger nere i en dal.Närmaste större samhälle är Konjic, 18,9 km sydväst om Japalaci. 
Omgivningarna runt Japalaci är en mosaik av jordbruksmark och naturlig växtlighet. Runt Japalaci är det ganska tätbefolkat, med 93 invånare per kvadratkilometer.